# Dion (Gard)
Dion (en francès Dions) és un municipi francès situat al departament del Gard i a la regió d'Occitània.